# Wavelliet
Het mineraal wavelliet is een gehydrateerd fluor-houdend aluminium-fosfaat met de chemische formule Al3(PO4)2(OH,F)3·5(H2O).

## Eigenschappen
Het kleurloze, blauwe, bruine of groene wavelliet heeft een parel- tot glasglans, een witte streepkleur, een perfecte splijting volgens kristalvlak [110] en een goede splijting volgens [101]. De gemiddelde dichtheid is 2,34 en de hardheid is 3,5 tot 4. Het kristalstelsel is orthorombisch en het mineraal is niet radioactief.

## Naamgeving
Wavelliet is genoemd naar de Brit William Wavell (? - 1829), de ontdekker van het mineraal.

## Voorkomen
Wavelliet komt veel voor als secundair mineraal in laaggradig aluminiumhoudend metamorf gesteente en in fosfaatgesteenten. De typelocatie is de High Down groeve in Barnstaple, Devonshire, Engeland.